# 洮州
洮州（とうしゅう）は、中国にかつて存在した州。南北朝時代から明初にかけて、現在の甘粛省甘南チベット族自治州一帯に設置された。

## 魏晋南北朝時代
561年（保定元年）、北周により洮陽県に洮州が置かれた。

## 隋代
隋初には、洮州は2郡5県を管轄した。582年（開皇2年）に弘州が廃止されると、その管轄区域は洮州に統合された。583年（開皇3年）、隋が郡制を廃すると、洮州の属郡は廃止された。605年（大業元年）、畳州・旭州および岷州が廃止されると、それらの管轄区域は洮州に統合された。607年（大業3年）に州が廃止されて郡が置かれると、洮州は臨洮郡と改称され、下部に11県を管轄した。隋代の行政区分に関しては下表を参照。
| 隋代の行政区画変遷 | 隋代の行政区画変遷   | 隋代の行政区画変遷 | 隋代の行政区画変遷   | 隋代の行政区画変遷 | 隋代の行政区画変遷 | 隋代の行政区画変遷 | 隋代の行政区画変遷 | 隋代の行政区画変遷   | 隋代の行政区画変遷 | 隋代の行政区画変遷 | 隋代の行政区画変遷                                                           |
| 区分               | 開皇元年             | 開皇元年           | 開皇元年             | 開皇元年           | 開皇元年           | 開皇元年           | 開皇元年           | 開皇元年             | 開皇元年           | 区分               | 大業3年                                                                      |
| ------------------ | -------------------- | ------------------ | -------------------- | ------------------ | ------------------ | ------------------ | ------------------ | -------------------- | ------------------ | ------------------ | ---------------------------------------------------------------------------- |
| 州                 | 洮州                 | 洮州               | 畳州                 | 弘州               | 弘州               | 旭州               | 旭州               | 岷州                 | 岷州               | 郡                 | 臨洮郡                                                                       |
| 郡                 | 洮陽郡               | 博陵郡             | 西疆郡               | 開遠郡             | 河浜郡             | 通義郡             | 広恩郡             | 同和郡               | 祐川郡             | 県                 | 美相県 臨潭県 畳川県 合川県 楽川県 帰政県 洮源県 洮陽県 溢楽県 和政県 当夷県 |
| 県                 | 美相県 洮陽県 汎潭県 | 博陵県 寧人県      | 畳川県 合川県 楽川県 | -                  | -                  | 金城県             | 広恩県             | 溢楽県 和政県 当夷県 | 基城県             | 県                 | 美相県 臨潭県 畳川県 合川県 楽川県 帰政県 洮源県 洮陽県 溢楽県 和政県 当夷県 |

## 唐代
619年（武徳2年）、唐により臨洮郡は洮州と改められた。742年（天宝元年）、洮州は臨洮郡と改称された。758年（乾元元年）、臨洮郡は洮州の称にもどされた。洮州は隴右道に属し、臨潭県を管轄した。唐末に吐蕃に攻め落とされ、臨洮城と呼ばれた。

## 宋代
1099年（元符2年）に北宋により臨洮城は奪回されたが、ほどなく放棄された。1108年（大観2年）、臨洮城が北宋に奪回され、洮州の称にもどされた。洮州は秦鳳路に属した。
金のとき、洮州は臨洮路に属し、通祐・鉄城の2堡を管轄した。

## 元代
元のとき、洮州は陝西等処行中書省に属し、可当県を管轄した。

## 明代以降
1371年（洪武4年）、明により洮州軍民千戸が置かれ、河州衛に属した。1379年（洪武12年）、洮州衛軍民指揮使司に昇格し、陝西都司に属した。
1748年（乾隆13年）、清により洮州衛は洮州庁と改められた。洮州庁は鞏昌府に属した。